# Ga đại học Sungkyunkwan
Ga Đại học Sungkyunkwan (Tiếng Hàn: 성균관대역, Hanja: 成均館大驛) là ga tàu điện ngầm trên Tuyến Gyeongbu nằm ở Yuljeon-dong, Jangan-gu, Suwon-si, Gyeonggi-do. Tất cả các chuyến tàu trên Tàu điện ngầm vùng thủ đô Seoul tuyến 1, bao gồm cả tàu địa phương và tàu tốc hành, đều dừng ở đây.
Trong những ngày đầu, nó được mở với tên gọi Ga Yuljeon, nhưng theo yêu cầu của Khuôn viên Khoa học Tự nhiên Đại học Sungkyunkwan gần đó, tên ga đã được thay đổi và có tên như ngày nay. Tuy nhiên, một số người dân đã yêu cầu khôi phục tên nhà ga thành Ga Yuljeon.

## Lịch sử
- 1 tháng 2 năm 1979: Khai trương như một ga tạm thời dưới tên Ga Yuljeon (栗田驛)[5]
- 1 tháng 1 năm 1984: Đổi tên ga thành Ga Seongdae (成大驛)[6]
- 2 tháng 3 năm 1992: Chuyển thành ga chạy đơn giản[7][8]
- 1 tháng 12 năm 1994: Đổi tên ga thành Ga Đại học Sungkyunkwan (成均館大驛) [9]
- 1 tháng 1 năm 1998: Hạ cấp xuống ga đơn giản không bố trí [10]
- 29 tháng 9 năm 2017: Xây dựng mới Ga Bukbu và lối ra 3 và 4 [11]
- 1 tháng 7 năm 2018: 2 điểm dừng bổ sung trên Tốc hành Sinchang vào buổi tối
- 30 tháng 12 năm 2019 : Bổ sung ga Đại học Sungkyunkwan làm điểm dừng tàu tốc hành.[12]

## Bố trí ga
| ↑ Uiwang        |
| ４３ \| ２１ \| |
| Hwaseo ↓        |

| 1 | ● Tuyến 1 | Địa phương·Tốc hành A | → Hướng đi Suwon · Seodongtan · Cheonan · Sinchang → |
| 2 | ● Tuyến 1 | Tốc hành B            | → Hướng đi Suwon · Cheonan →                         |
| 3 | ● Tuyến 1 | Tốc hành B            | ← Hướng đi Uiwang · Anyang · Yeongdeungpo · Seoul    |
| 4 | ● Tuyến 1 | Địa phương·Tốc hành A | ← Hướng đi Uiwang · Guro · Yeongdeungpo · Yongsan    |